# Candela Vetrano
María Candela Vetrano Vega (Lomas de Zamora, 9 de agosto de 1991) é uma atriz, cantora e modelo argentina. Mais conhecida por interpretar a Tefi em Casi Ángeles e por interpretar a "Poli Truper" em Super T.

## Biografia
Candela Vetrano é filha de Hector Vetrano e Virginia Vega, tem um irmão mais velho, Facundo e duas irmãs que são gemêas, Julieta Vetrano e Paulina Vetrano. Tem uma cadela que se chama Maria Elena. Sua melhor amiga se chama Julieta Chamorro. Estudava no colégio San Andres, mais atualmente está no colégio Modelo Lomas. 
Como modelo se destacou na campanha para a marca Mimo & Co na qual viajou ao Brasil para realizar a sessão fotográfica. 
Já namorou com o ator Agustín Sierra, que interpretava Nacho em Casi Ángeles. namorou com o ator Gaston Soffritti, seu par romântico na novela "Vecinos en Guerra" e Nove meses depois terminaram.

## Carreira
Em 1999, com apenas 7 anos, fazia participações no programa Agrandadytos apresentado pelo ator de comédia argentino Daddy Brieva.
Começou a ter mais destaque na sua carreira em 2003 atuando como Estrella em Rincón de Luz. 
Entre os anos de 2004 e 2005 fez participações na série Floricienta e na sitcom Amor Mío, as duas produzidas por Cris Morena. 
De 2007 a 2010 interpretou Tefi, uma patricinha vaidosa, engraçada e escandalosa, na novela Casi Ángeles onde também fez parte da banda Man, que era uma banda de ficção formada na novela, junto com seus companheiros de elenco Pablo Martínez, María del Cerro, Rocío Igarzábal, Agustín Sierra. Com o grupo musical Teen Angels realizaram shows por toda a Argentina e em outros países (Israel, Espanha e Uruguai).
Em 2011, estreou a comédia Super Torpe (Super T no Brasil), produzida por Tomás Yankelevich, filho de Cris Morena, que Candela protagoniza junto ao ator Pablo Martínez, que é transmitida pelo canal Disney Channel.
Em 2013 interpretou Paloma Crespo, em Los Vecinos En Guerra na qual fez par romatico com seu namorado na época Gaston Soffritti.
Em 2014 começou a fazer Noche y Dia, na qual interpretava Milagros Villa "Mili".

## Televisão
- 2014 - Noche y Dia - Milagros "Mili'' Villa
- 2013 - Vecinos En Guerra - Paloma Crespo
- 2011 - Super Torpe - Poli Truper/Super T
- 2007-2010 - Casi Ángeles - Estefania "Tefi" Elordi
- 2006 - Chiquititas 2006 - Valéria 'Vale' Sansimon
- 2005 - Amor Mío - Melisa (Participação)
- 2004 - Floricienta - Guillermina (Participação)
- 2003 - Rincón de luz - Estrella
- 1999 - Agrandadytos - ela mesma

## Teatro
- 2003 - Rincón de Luz, Israel, Palacio Nokia Tel Aviv - Estrella
- 2006 - Chiquititas Sin Fin, Argentina, Teatro Gran Rex - Valéria
- 2007/2008/2009/2010 - Casi Ángeles, Argentina, Teatro Gran Rex- Tefi
- 2011 - Super Torpe, Argentina, Teatro Opera Citi- Poli Truper/Super T